# Jurinea
Jurinea és un gènere de plantes amb flors dins la família de les asteràcies. Conté 357 espècies descrites i d'aquestes, només 179 d'acceptades.
La majoria de les espècies són pròpies de les terres continentals d'Àsia. Als Països Catalans es troben dues espècies: Jurinea humilis i Jurinea pinnata.

## Taxonomia
El gènere va ser descrit per Alexandre Henri Gabriel de Cassini i publicat a Bull. Sci. Soc. Philom. Paris 1821: 140. 1821.

## Algunes espècies
- Jurinea abolinii Iljin
- Jurinea abramowii Regel i Herder
- Jurinea adenocarpa Schrenk
- Jurinea akinfievii Nemirova
- Jurinea alata (Desf.) Cass.
- Jurinea albicaulis Bunge

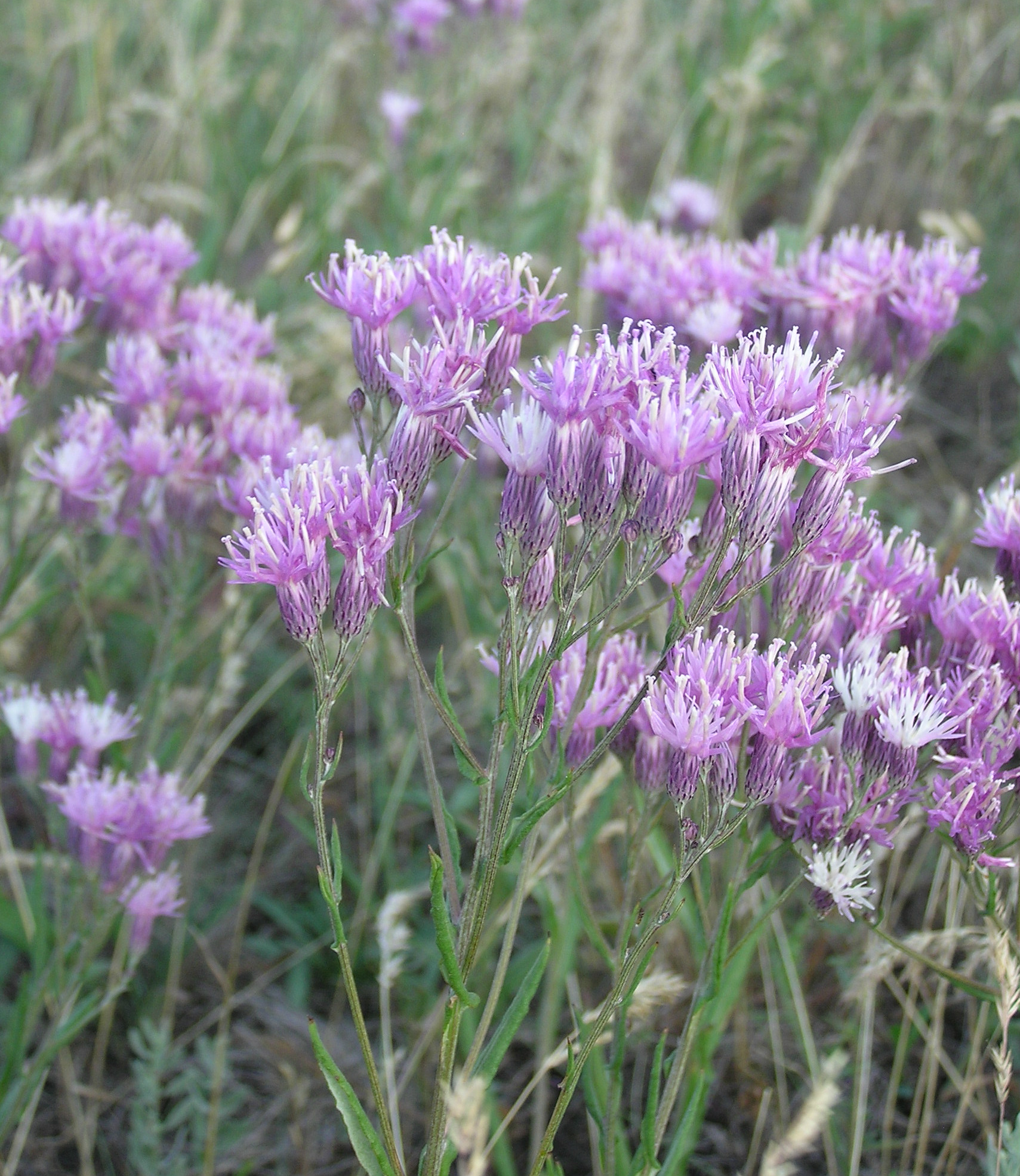
Jurinea multiflora

- Jurinea albovii Galushko i Nemirova
- Jurinea humilis (Desf.) DC.
- Jurinea multiflora (L.) B.Fedtsch.
- Jurinea pinnata (Pers.) DC.